# بريت ليونارد
بريت ليونارد (بالإنجليزية: Brett Leonard)‏ هو كاتب وكاتب سيناريو ومنتج أفلام ومخرج أمريكي، ولد في 14 مايو 1959 في توليدو في الولايات المتحدة.

## وصلات خارجية
- بريت ليونارد على موقع IMDb (الإنجليزية)
- بريت ليونارد على موقع ألو سيني (الفرنسية)
- بريت ليونارد على موقع ميوزك برينز (الإنجليزية)
- بريت ليونارد على موقع أول موفي (الإنجليزية)
- بريت ليونارد على موقع قاعدة بيانات الأفلام السويدية (السويدية)
- بريت ليونارد على موقع إن إن دي بي (الإنجليزية)
- بريت ليونارد على موقع ديسكوغز (الإنجليزية)
- بريت ليونارد على موقع قاعدة بيانات الفيلم (الإنجليزية)
- بريت ليونارد على موقع كينوبويسك (الروسية)
- بريت ليونارد على موقع كينوبويسك (الروسية)